# Unagi
Unagi (鰻 ål) er det japanske ord for ål og en japansk fiskespecialitet, der tilberedes gennem en omfattende proces.
Ålen bliver skåret over på langs og grillet over trækul af egetræ og derefter kogt for at fratage fisken en del af sit høje fedtindhold. Efterfølgende marineres den med en speciel sød, brun sovs, en slags teriyaki-sovs, og grillet en gang til. Processen kan gentages flere gange.
Unagi spises normalt som hovedret med ris og sovsen, der benyttes til marineringen. Alt efter hvordan retten er anrettet, kaldes den for unajuu (鰻重, "stablet") eller unagi donburi (鰻丼, "på ris"). En anden udbredt variant er kabayaki (蒲焼き), hvor små stykker ål spises alene, ofte som en forret til en aperitif. En anden brug af unagi er til sushi, hvor den bruges til risboller i stedet for de normale rå fisk. Sushi der tilberedes på denne måde dyppes ikke i sojasovs, som man plejer, da fisken her allerede er marineret.
Ligesom nattou er unagi en meget gammel ret og har i Japan ry for at være usædvanlig sund og næringsrig. Unagi spises traditionelt i højsommeren, for det meste i slutningen af juli, da man i Japan tror på, at den specielt tilberedte fisk giver et stort forråd af kræfter og udholdenhed til det andet halvår.